# Alcains
Alcains es una freguesia portuguesa del municipio de Castelo Branco, con 37,09 km² de superficie y 4615 habitantes(2021). Su densidad de población es de 124,9 hab/km².
Fue elevada a la categoría de “villa” in 1971 por el decreto de ley 495/71 y es una de las mayores villas portuguesas. Fue el área más industrializada del municipio hasta los años 80. La autovía Autoestrada_A23, las carreteras nacionales EN18 y EN352 cruzan Alcains, así como la ferrovía Línea de la Beira Baixa. Ya está planeada la construcción del IC31, una carretera regional que la conectará con la frontera con España en Monfortinho. Alcains se ubica en el área urbana de Castelo Branco – Covillana – Guarda.
Es muy conocida por la calidad de sus quesos (Queijos de Alcains) y por sus Mestres de cantería.
Aquí nació el General António Ramalho Eanes, presidente de la República portuguesa entre los años 1976 y 1986.

## Geografía
Alcains se localiza 12 km al norte de Castelo Branco, a 370 m de altitud y es cruzada por la Ribera de la Líria, un afluente del Río Ocreza. El Río Tajo pasa 30 km a sud de Alcains, mientras sus afluentes Ponsul y Ocreza están a 20 km sudeste y 6 km oeste, respectivamente. El río Cécere está un poco más lejo, a 50 km al oeste.
En un rayo de 15 a 30 km, la villa está rodeada por la Serra de Gardunha, al norte, y de oeste para sud, por las Serras de Alvelos y Moradal. La Sierra de la Estrella, la sierra más alta de Portugal, se localiza 50 km al norte de Alcains, aunque no se vea, porque la Serra da Gardunha está precisamente en la misma dirección. Otras sierras, como la Serra da Lousã, Serra do Açor e Serra de São Mamede se pueden ver también de Alcains. La Sierra de Gata, en España, también se puede ver en el horizonte.

## Clima
El clima de Alcains es Templado Mediterráneo. La precipitación es escasa en el verano, con temperaturas altas, arriba de 30 °C en muchos días. Las temperatura mínimas suelen ser agradables, aunque haya un número significativo de días con temperaturas arriba de 20 °C (cerca de 15 noches al año). Los Inviernos son fríos y lluviosos, con temperaturas mínimas que suelen bajar hasta los -3 °C, mientras las máximas llegan a los 12 °C. Las quedas de nieve son muy raras, y la nieve no suele acumularse en el suelo. El último nevón fue en 7 de enero de 1997.El paisaje se caracteriza por una gran cantidad de sobreros y oliveras.

## Economía
Alcains fue, hasta los años 80, la gran zona industrial del municipio de Castelo Branco, teniendo un gran desarrollo durante los años 60 y 70. Con la creación de varias empresas, entre las cuales algunas de nivel nacional como Dielmar (confecciones de ropa para hombre), Lusitana (harina) y Sicel (harinas animales). Hay también una industria de cantería de granito y marmóreo, muy reputada en Portugal, así como de transformación de carnes, quesos, entre otros. Alcains es conocida por la excelencia de sus pastos y eso se reflecte en los famosos quesos que se producen aquí (Queijos de Alcains). En el pasado existieran aquí industrias de tejidos y de sombreros, que ya han desaparecido.
Alcains debe mucha de su fama a sus pedreras de granito, que es considerado uno de los mejores de Portugal. La arte de los canteros de Alcains está presente en muchos sitios en Portugal. La Compañía Portuguesa de Ferrocarril (CP – Comboios de Portugal), aplicó el granito de Alcains en muchas de sus estaciones. Un gran número de piezas de arte y estatuas del Jardim do Paço y del Banco de Portugal en Castelo Branco, la sede del ayuntamiento de Covillana y varias ciudades de Portugal como Viseu, Guarda, Coímbra, Oporto, Lisboa, Estremoz, Elvas y Évora tienen la marca distintiva de los canteros de Alcains. Hay también objetos de arte en Macao y Maputo.
Alcains sigue teniendo un gran dinamismo económico en los últimos años, aunque su ritmo de desarrollo que venía desde la mitad del siglo XX se tenga reducido mucho en los últimos años.

## Educación
Alcains dispone guarderías. La escuela primaria se compone de dos edificios, que quedan a 50 metros de distancia uno del otro, en la misma calle. La villa tiene también la escuela de segundo y tercer Ciclos José Sanches y una Escuela Secundaria, ambas con su propio pabellón deportivo.
La enseñanza primaria en Alcains tuve un otro edificio, en el barrio de Feiteira, que fue inaugurado en 1942. Actualmente ese edificio es una guardería. El sitio donde se sitúa el actual edificio de la junta de freguesia de Alcains, funcionó en finales del siglo XIX como la primera escuela oficial de la villa. El espacio se remodeló para acoger los alumnos, ya que antes había sido también una cárcel (o Casa de Justicia).
Alcains tenía enseñanza religiosa hasta el final de los años 90 del siglo pasado, que se ministraba en el Seminario de São José, lo que llegó a ser el Seminario Mayor de la Diócesis de Portalegre-Castelo Branco.

## Historia
Región habitada desde tempos inmemoriales, con evidentes vestigios neolíticos e de predominancia romana. El pueblo ya existía en el reinado de D. Afonso Henriques, siendo uno de inúmeros pueblos que hacían parte de la Heredad de Açafa. Más tarde, esa Heredad fue donada por D. Afonso III a la Orden de los Templarios. Durante la Edad Media su desarrollo ha sido muy irregular, por las constantes recesiones demográficas de la región. A los finales del siglo XIV, con la creación de los municipios fueran delimitadas las fronteras del pueblo de Alcains. Al final del siglo XVI Alcains se recompuso económicamente, aprovechando la buena situación geográfica, cuando se han criado varios talleres. Su progreso posterior se mantuvo por la predominancia de una actividad agrícola e por la implantación de industrias variadas. 
La palabra “Alcains” deriva del árabe: “la iglesia” e según algunos historiadores tiene la misma origen que Alcañiz, ciudad española de la provincia de Teruel.
Alcains fue elevada a la categoría de villa a 12 de noviembre de 1971, por el Decreto 495/71, después de haber sido conocida durante muchos años como “el mayor pueblo de Portugal”

## Patrimonio
- Solar de los Goulões- Es el actual Centro Cultural de Alcains y fue construido en el inicio del siglo XVIII. Funcionó también como Institución de Beneficencia, con el objetivo de colaborar en la formación religiosa, social y moral de las familias de la región. Era la llamada “Casa do Bem” y empezó su funcionamiento en 1968.
- Solar de la Viscondessa de Oleiros - Fue construido en el inicio del siglo XVIII. En sus traseras se puede ver aún una frontería monumental de la antigua quinta que estaba anexa a ese Solar.
- Iglesia Matriz de Nossa Senhora da Conceição – Fue edificada en mediados del siglo XVI. Sin embargo hay una inscripción en la puerta lateral norte y en la parte interior que tiene data de 1641. Es una iglesia de grandes dimensiones, con una fronteria de estilo Pombalino.
- Fuente Romana – Aunque sea conocida por ese nombre, no tiene origen romana. Tiene cerca de 5 metros de profundidad, una forma cuadrada e es forrada de granito. Tiene aproximadamente 4 metros de ancho. Es cubierta por arriba e tiene acceso por los arcos faciales. Data del siglo XVII.
- Estatua del Cantero – Se sitúa en la Avenida 12 de Novembro. Sirve de homenaje a los artistas de cantería de Alcains e fue inaugurada el 7 de septiembre de 1985.
- Monumento a la Virgen María - Data de junio de 1953. El pedestal es de granito artísticamente trabajado por los canteros de Alcains. La imagen es de marmóreo finísimo. Ha mandado construir José André Júnior, natural de Alcains.
- Capilla del Espírito Santo - el púlpito existente en esa capilla tiene inscripta la data de 1689, data de su reconstrucción, que es posterior a de la capilla e de su pía bautismal. Fue construida en el siglo XVI.
- Capilla de la Senhora da Piedade- también conocida por Capilla do Senhor das Chagas o de São Brás. Recibió su primera misa en 1733. Queda anexa al Solar dos Goulões, el actual Centro Cultural de Alcains.
- Capilla de Santa Bárbara - Data de los principios del siglo XVIII. Está ligada al Solar de la Viscondessa de Oleiros.
- Capilla del Senhor Jesus do Lírio – Capilla situada junto al actual cementerio de la villa. Fue construida recientemente, en 1927
- Capilla del Seminario de São José - La portada de esa capilla es de granito e es formada por ojivas. Data de 1937.
- Capilla de Santa Apolónia - Fue construida en el siglo XVII. Tiene la data de 1639. Tiene anexa un alpendre e un crucero. Ha sufrido grandes reparaciones en 1965.
- Capilla de São Pedro - Se sitúa junto a la salida de Alcains, en la dirección de Escalos de Cima e ha sido construida en el primer cuartel del siglo XVII. Tiene un crucero anexo, el Crucero de São Pedro.
- Capilla de São Domingos- Se sitúa en la parte puente de Alcains, junto a la entrada con la A23. La data de su construcción no está bien definida, aunque se crea que sea del siglo XVII. Tiene una imagen de São Domingos en marmóreo y un crucero anexo a la capilla.
- Crucero de la Levandeira- Fue edificado en 1895 en el antiguo Largo de la Levandeira.
- Fuente de las Freiras - Queda en la carretera EN18 al norte de la Capilla de São Domingos. Tiene un blasón de D. Sancho II
- Fuente Maria Rodrigues - Data de 1632 e se sitúa al este de la Capilla de Santa Apolónia.
- Fuente Romana – Aunque sea conocida por ese nombre, no tiene origen romana. Tiene cerca de 5 metros de profundidad, una forma cuadrada e es forrada de granito. Tiene aproximadamente 4 metros de ancho. Es cubierta por arriba e tiene acceso por los arcos faciales. Data del siglo XVII.
- Chafariz de Santo António - Otro ejemplo de la cantería de Alcains. Se sitúa en el Largo con el mismo nombre, e se hizo en 1928.

## Cultura
Además del patrimonio arriba mencionado, hay también que destacar el Museo del Cantero, que funciona en el Centro Cultural de Alcains, así como el Museo de Artes y Oficios Tradicionales.
En Alcains hay también dos Biblioteca fijas: la Biblioteca de Alcains, en el centro cultural y la de la junta de freguesia de Alcains. La villa ha estado siempre muy ligada al teatro. Ya ocurrían representaciones teatrales en el Salón Parroquial en la mitad del siglo XX. Posteriormente, y con la inauguración de la Casa do Povo de Alcains, las mismas se han trasladado en ese auditorio.
Hay también que acordar el Grupo de Teatro “A Carroça”, que es conocido como uno de los mejores grupos de teatro infantil. Más recientemente, el surgimiento del grupo “Cães à Solta”, destinado a un público más adulto, que hace que el teatro siga marcando presencia en la villa.
La A.R.C.A. (Associação Recreativa e Cultural de Alcains) es la principal dinamizadora cultural de ese pueblo, organizando diversas actividades, en las áreas del teatro, música, ocupación de tempos libres, entre otras. Esa asociación ha creado también la emisora A.R.C.A. Rádio1, creada en 1988. Ha sido la única estación radiofónica a emitir desde Alcains, hasta el presente.
En el plano musical hay también que destacar la existência en la villa de la Orquestra Típica de Alcains y del Rancho Folclórico da Casa do Povo. En el pasado existió también una Banda Filarmónica, que ya se extinguió.

## Ferias y Mercados
- Feria de los Santos - feria secular, que se realiza todos los años a 1 de noviembre. Los frutos secos son el destaque de esa feria, que es una de las más visitadas de toda la región.
- Feria de Queso de Alcains – Se realiza el fin-de-semana anterior al de Pascua.
- Mercado Semanal – a los sábados.

## Fiestas y Romerías
- Fiesta de las Papas – Ocurre en el último fin de semana de agosto. Es una fiesta emblemática de Alcains, que trae a la villa anualmente inúmeros visitantes que vienen a comerse gratuitamente con las famosas Papas de Carolo de Alcains
- Romería de Santa Apolónia – Se realizada el 5º fin de semana después de la Pascua, llevando anualmente una gran cantidad de gente al recinto de Santa Apolonia. Es una romería que combina el religioso con el popular. Organizada por un grupo de festeros, el cortejo sale en la mañana de Domingo del adro de la Iglesia Matriz de Alcains en dirección a la Capilla. Los locales transportan las ofrendas en tableros de madera para que las mismas sean "ofrecidas" a la Santa. El almuerzo es habitualmente realizado en el parque anexo al recinto. La tradición dice que, antes de la Misa que termina la Romería, se hagan 3 vueltas en cortejo a la Capilla.
- Festins - Fiesta esencialmente destinada a la juventud en julio/agosto, organizada por una asociación local, Alzine. Decorre durante 3 a 4 días combinando la música, danza, cine, teatro, yoga, palestras y paseos de burro.
- East Festival – la primera edición de ese festival ocurrió en junio de 2009. Grandes DJs internacionales como Tiesto, Yves Larock o Diego Miranda han actuado y más de 7500 personas estuvieron presentes. En 2010 habrá una segunda edición de ese festival.
- Fiestas de "nombres propios" – Son convivios que reúnen anualmente personas (mayoritariamente hombres) con el mismo nombre. Por ejemplo: "Fiesta de los Joões", "Fiesta de los Josés "," Fiesta de los Antónios".
- Semana del Agrupamiento - Durante 5 días, y para marcar el encerramiento del año escolar, el Agrupamiento de Escuelas José Sanches de Alcains hace un programa de fiestas que inclue actividades deportivas y culturales, juegos tradicionales, una Feria de Artesanato. En el año de 2009 se recrió la Fiesta de Santo António, que no se realizaba en Alcains desde 1977.